# 北海部郡

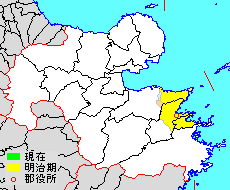
大分県北海部郡の位置（薄青：他郡から一時的に編入した区域 薄黄：後に他郡に編入された区域）

北海部郡（きたあまべぐん）は、大分県にあった郡。

## 郡域
明治11年（1878年）に行政区画として発足した当時の郡域は、以下の区域にあたる。
- 大分市の一部（青崎、志村、須賀、丹生、丹川、宮河内、広内以東）
- 臼杵市の一部（野津町大字各町を除く）
- 津久見市の全域

## 江戸時代
臼杵藩が藩庁を置き、佐伯藩・熊本藩が領地を有していた。

### 臼杵藩領
幕府から公認された臼杵藩の御朱印村全279村のうち、海部郡分は97村である。
「旧高旧領取調帳」では、本村を分割したり、枝村のいくつかを村扱にして村高を割り付けているため、数字が1町114村に増えている。臼杵藩では、この御朱印村を数箇村ごとに一まとめにして「村組」という行政上の単位を設けて管理しており、臼杵城下にあたる町屋鋪村を除いた278村は、いずれもこの村組に属していた。村組は各地域の事情によりたびたび組替えが実施されたため、組数・所属も時期によってまちまちだが、文政6年（1823年）の時点ではほぼ最終的な村組が確定していたと見られている。
海部郡における文政6年の村組（町屋鋪村を除く96か村）は以下の通り
| 村組     | 村名 |
| -------- | --- |
| 海添組   | 海添村、内畑村、仁王座村、（海添組）原村、福良村、小河内村、※平清水、※七ツ畝                                                                             |
| 大泊組   | 大泊村、風成村、坪江村、深江村、※板知屋村 |
| 松崎組   | 松崎村、警固屋村、堅浦村、徳浦村、長目浦村 |
| 道尾組   | 道尾村、松川村、葛畑村、（道尾組）原村、赤木村、垣籠村、平岩村、長野村、迫口村、鬼丸村、（道尾組）岡村、小園村、志手村、道籠村、（道尾組）門前村、蔵富村 |
| 野村組   | 野村、深田村、田井迫村、望月村、※馬代村 |
| 家野組   | 家野村、荒田村、左津留村、中尾村、広原村 |
| 掻懐組   | 掻懐村、山路村、乙見村、高須村、小切畑村、提内村、※大工川村                                                                                              |
| 東神野組 | 東神野村、河原内村 |
| 江無田組 | 江無田村、（江無田組）門前村、田篠村、市浜村、戸室村 |
| 末広組   | 末広村、久木小野村、通村、中川村、松原村 |
| 岩屋川組 | 岩屋川村、井上村、才倉村、正願村、中野原村、挾岡村、半三村、吉小野村                                                                                     |
| 大野組   | 大野村、硴江村、芝尾村、田井村、平岡村 |
| 佐志生組 | 佐志生村、藤田村、大浜村、黒岩村、下ノ江村、中津浦村、※目明村、※藤ノ尾村                                                                                 |
| 井村組   | 井村 |
| 藤河内組 | 藤河内村、北川村、田野口村、三重野村、松嶽村 |
| 屋山組   | 屋山村、市尾村 |
| 丹生原組 | （丹生原組）原村、久土村 |
| 一木組   | 一木村、里村 |
| 岡組     | （岡組）岡村、誓願寺村、久所村（上久所） |
| 久所組   | 久所村（下久所） |
| 毛井組   | 毛井村、大津留村、広内村、宮河内村 |

※は枝村

### 佐伯藩領
幕府から公認された佐伯藩の御朱印村でのちに本郡域となる津久見村とのちの南海部郡にまたがる2村であり、この御朱印村を基本単位として、その下に多数の枝郷が所属している。
| 御朱印村 | 御朱印村   | 枝郷                                                                 |
| -------- | ---------- | -------------------------------------------------------------------- |
| 大坂本村 | 大坂本村   | 八戸                                                                 |
| 津久見村 | 津久見村組 | 中田、彦野内、西野内、千怒、奥河内、鬼丸、赤河内、下河内、勇土、願寺 |
| 津久見村 | 津久見浦組 | 岩屋、宮本、井無田、日見浦、福良、網代浦                             |
| 上浦村   | 上浦村     | 鳩浦、落野浦、深浪津浦、久保泊浦、保戸島                             |

枝郷は必要に応じて随時再編されており、その名称・範囲等についても時期によって変動が見られるが、享和3年（1803年）に書かれた「郷村仮名附帳」により、概容を知ることができる。「旧高旧領取調帳」では、こうした枝郷やさらに下位の小字のいくつかを村扱にして村高を割り付けているため、のちの本郡域なる村数が22村と約7倍以上の数になっている。また佐伯藩では、領内の村を農山村である「在方」と漁村である「浦方」に分類し、それぞれの特質に応じた支配形態をとっていた。御朱印村のうち津久見村については在方と浦方が併在しており、それぞれ津久見村組・津久見浦組として別個に管理されていた。
明治11年（1878年）の海部郡分割に際しては、津久見村組・津久見浦組の全域（臼杵藩と相給の鬼丸村を含む）が本郡の管轄となり、上浦村組・大坂本村組はそれぞれ南海部郡・北海部郡に分割された。

### 熊本藩領
豊後国内の熊本藩領全63村のうち、海部郡分は22村であり、全村が関手永に所属した。関手永の御茶屋および会所は関村内の佐賀関町に置かれた。なお「旧高旧領取調帳」では、本村を分割したり、枝村のいくつかを村扱にして村高を割り付けているため、数字が39村に増えている。
| 手永   | 手永     | 村名 |
| ------ | -------- | --- |
| 関手永 | 佐賀郷   | 関村、古宮村、白木村、神崎村、木佐上村、大平村、大志生木村、小志生木村、田浦村、一尺屋村、上野村、細村、市村、木田村 |
| 関手永 | 大佐井郷 | 大西村、角子原村、北村、政所村、横田村、竹下村、浜村、城原村                                                         |

## 明治以降

### 郡発足までの沿革
- 「旧高旧領取調帳」に記載されている明治初年時点での、海部郡うち後の本郡域の支配は以下の通りだが、海部郡については過渡期の再編・細分化が記載に反映されているため、幕末から明治初年当時の実際の村割と取調帳の記載との間にかなりの差が見られるうえ、後述する明治8年（1875年）の村落統合を経て、明治11年（1878年）の海部郡分割時に存在した村名とも一部でずれが生じている。（1町158村4浦1島）

| 知行 | 知行           | 村数      | 村名 |
| ---- | -------------- | --------- | --- |
| 藩領 | 豊後佐伯藩     | 5村4浦1島 | 津久見村、井無田村、奥河内村、千怒村、八戸村、津久見浦、網代浦、日見浦、四浦、保戸島 |
| 藩領 | 豊後臼杵藩     | 1町 113村 | 臼杵町、臼杵村・海添村、内畑村、仁王座村、（海添組）原村、福良村、小河内村、大泊村、風成村、坪江村、板知屋村、深江村、松崎村、警固屋村、堅浦村、徳浦村、長目村、浦代村、道尾村、赤木村、葛畑村、垣籠村、蔵富村、迫口村、長野村、（道尾組）原村、平岩村、松川村、（道尾組）岡村、小園村、志手村、道籠村、（道尾組）門前村、野村、深田村、田井迫村、望月村、馬代村、家野村、荒田村、左津留村、上中尾村、下中尾村、広原村、掻懐村、高須村、山路村、乙見村、小切畑村、提内村、大工川村、忠村、宮本村、河原内村、江無田村、田篠村、（江無田組）門前村、戸室村、市浜村、上末広村、下末広村、久木小野村、松原村、通村、中川村、岩屋川村、才倉村、中野原村、半三村、挾岡村、正願村、井上村、上吉小野村、下吉小野村、大野村、硴江村、平岡村、芝尾村、田井村、佐志生村、藤田村、目明村、下ノ江村、黒岩村、中津浦村、大浜村、井村、阿部河内村・大坪村・小出村・田中村・徳尾村・畑村・平原村・山口村・北川村・田野口村・三重野村・松嶽村・屋山村・市尾村・（丹生原組）原村・久土村・一木村・里村・（岡組）岡村・誓願寺村・上久所村・久所村・毛井村・大津留村・広内村・宮河内村 |
| 藩領 | 肥後熊本藩     | 39村      | 関村・古宮村・白木村・神崎村・河内村・東木佐上村・西木佐上村・東松迫村・西松迫村・大平村・大志生木村・小志生木村・辛幸谷村・田浦村・一尺屋村・東上野村・西上野村・久原村・西道尻村・東道尻村・細村・馬場村・中山村・市村・蔵掛村・木田村・由迫村・江子村・大西村・角子原村・北村・政所村・菅迫村・中村・横田村・八幡林村・竹下村・浜村・城原村 |
| 藩領 | 臼杵藩・佐伯藩 | 1村       | 鬼丸村 |

- 明治4年
  - 7月14日（1871年8月29日） - 廃藩置県により臼杵県、佐伯県、熊本県となる。
  - 11月14日（1871年12月25日） - 第1次府県統合により、全域が大分県の管轄となる。
- 明治8年（1875年）3月13日 - 以下の各町村の統廃合が行われる。（1町77村4浦1島）
  - 前田村 ← （江無田組）門前村、荒田村、馬代村
  - 野田村 ← 野村、田井迫村
  - 諏訪村 ← 硴江村、芝尾村、平岡村
  - 稲田村 ← 北川村、田野口村、三重野村
  - 藤河内村 ← 阿部河内村、大坪村、小出村、田中村、徳尾村、畑村、平原村、山口村
  - 末広村 ← 上末広村、下末広村
  - 田尻村 ← 通村、松原村
  - 中臼杵村 ← 才倉村、中野原村、挾岡村、半三村
  - 武山村 ← 小切畑村、提内村、正願村、広原村、大工川村
  - 吉小野村 ← 上吉小野村、下吉小野村、井上村、岩屋川村
  - 東神野村 ← 忠村、宮本村、河原内村
  - 高山村 ← 高須村、山路村
  - 中尾村 ← 上中尾村、下中尾村
  - 上青江村 ← 奥河内村、鬼丸村、道尾村、赤木村、葛畑村、垣籠村、蔵富村、迫口村、長野村、（道尾組）原村、平岩村、松川村
  - 下青江村 ← 井無田村、松崎村、警固屋村、（道尾組）岡村、小園村、志手村、道籠村、（道尾組）門前村
  - 志生木村 ← 大志生木村、小志生木村、辛幸谷村
  - 木佐上村 ← 東木佐上村、西木佐上村、東松迫村、西松迫村
  - 上野村 ← 東上野村、西上野村、東道尻村、西道尻村
  - 丹生村 ← （岡組）岡村、誓願寺村
  - （海添組）原村が仁王座村に、内畑村が海添村に、小河内村が福原村に、田篠村が江無田村に、坪江村が深江村に、藤田村・目明村が佐志生村に、黒岩村・大野村・田井村が下ノ江村に、中川村が嶽谷村に、浦代村が長目村に、古宮村が関村に、田浦村が一尺屋村に、河内村が神崎村に、中山村が馬場村に、蔵掛村が市村に、由迫村・江子村が木田村に、中村・菅迫村が政所村に、八幡林村が横田村に、大西村が角子原村にそれぞれ合併。
  - 大分郡上志村・下志村が合併し、海部郡志村となる。
  - 鶴村、中瀬村、百堂村が合併し、海部郡種具村となる。
  - 町屋鋪村（臼杵町・臼杵村）が臼杵町に、（丹生原組）原村が原村にそれぞれ改称。
  - 毛井村・大津留村の所属郡が大分郡に変更。
- 明治9年（1876年）10月1日 - 上久所村・下久所村が合併して丹川村となる。（1町76村4浦1島）

### 郡発足以降の沿革
- 明治11年（1878年）11月1日 - 郡区町村編制法の大分県での施行により、海部郡のうち1町77村4浦1島の区域に行政区画としての北海部郡が発足。郡役所が臼杵町に設置。

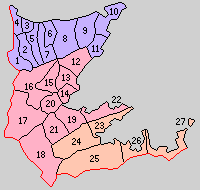
1.川添村 2.丹生村 3.東大在村 4.西大在村 5.小佐井村 6.佐加村 7.市村 8.神馬木村 9.大志生木村 10.佐賀関町 11.一尺屋村 12.佐志生村 13.下ノ江村 14.海辺村 15.下北津留村 16.上北津留村 17.中臼杵村 18.上南津留村 19.臼杵町 20.市浜村 21.下南津留村 22.上浦村 23.下浦村 24.青江村 25.津組村 26.日代村 27.四保戸村（紫：大分市 赤：臼杵市 橙：津久見市）

- 明治22年（1889年）4月1日 - 町村制の施行により、以下の町村が発足。（2町25村）
  - 川添村 ← 広内村、宮河内村、種具村、大分郡迫村（現・大分市）
  - 丹生村 ← 丹生村、丹川村、一木村、久土村、原村（現・大分市）
  - 東大在村 ← 城原村竹下村、浜村、政所村、横田村（現・大分市）
  - 西大在村 ← 北村、角子原村、志村（現・大分市）
  - 小佐井村 ← 市尾村、里村、屋山村（現・大分市）
  - 佐加村 ← 上野村、久原村、細村（現・大分市）
  - 市村 ← 市村、木田村（現・大分市）
  - 神馬木村 ← 神崎村、馬場村、木佐上村（現・大分市）
  - 大志生木村 ← 大平村、志生木村（現・大分市）
  - 佐賀関町 ← 関村、白木村（現・大分市）
  - 一尺屋村（単独村制。現・大分市）
  - 佐志生村（単独村制。現・臼杵市）
  - 下ノ江村 ← 下ノ江村、大野村、田井村（現・臼杵市）
  - 海辺村 ← 大浜村、諏訪村、中津浦（現・臼杵市）
  - 下北津留村 ← 井村、稲田村、藤河内村（現・臼杵市）
  - 上北津留村 ← 末広村、嶽谷村、田尻村（現・臼杵市）
  - 上南津留村 ← 左津留村、乙見村、掻懐村、東神野村、高山村、中尾村（現・臼杵市）
  - 中臼杵村 ← 中臼杵村、久木小野村、武山村、吉小野村（現・臼杵市）
  - 臼杵町 ← 臼杵町、海添村、仁王座村、福良村（現・臼杵市）
  - 下南津留村 ← 家野村、深田村、野田村、前田村、望月村（現・臼杵市）
  - 市浜村 ← 市浜村、江無田村、戸室村（現・臼杵市）
  - 上浦村 ← 板知屋村、大泊村、風成村、深江村（現・臼杵市）
  - 下浦村 ← 堅浦、徳浦、長目村（現：津久見市）
  - 青江村 ← 上青江村、下青江村（現・津久見市）
  - 津組村 ← 津久見村、津久見浦、千怒村、八戸村（現・津久見市）
  - 日代村 ← 日見浦、網代浦（現・津久見市）
  - 四保戸村 ← 四浦、保戸島（現・津久見市）
- 明治24年（1891年）4月1日 - 郡制を施行。
- 明治25年（1892年）10月28日（2町26村）
  - 佐加村が佐賀村に改称。
  - 四保戸村が四浦村と保戸島村に分割する。
- 明治40年（1907年）
  - 6月1日 - 東大在村・西大在村が合併して大在村が発足。（2町25村）
  - 7月1日（2町19村）
    - 佐賀村・市村が合併して佐賀市村が発足。
    - 神馬木村・大志生木村が合併して神崎村が発足。
    - 上南津留村・中臼杵村が合併して南津留村が発足。
    - 臼杵町・下南津留村・市浜村・上浦村が合併し、改めて臼杵町が発足。
- 大正9年（1920年）1月1日 - 佐賀市村が町制施行・改称して坂ノ市町（初代）となる。（3町18村）
- 大正10年（1921年）1月1日 - 津組村が町制施行・改称して津久見町（初代）となる。（4町17村）
- 大正12年（1923年）4月1日 - 郡会が廃止。郡役所は存続。
- 大正15年（1926年）7月1日 - 郡役所が廃止。以降は地理区分名称となる。
- 昭和3年（1928年）4月1日 - 青江村が町制施行して青江町となる。（5町16村）
- 昭和8年（1933年）4月1日 - 津久見町・青江町・下浦村が合併し、改めて津久見町（2代目）が発足。（4町15村）
- 昭和16年（1941年）11月3日 - 坂ノ市町・小佐井村・丹生村が合併し、改めて坂ノ市町（2代目）が発足。（4町13村）
- 昭和17年（1942年）7月1日 - 「北海部地方事務所」が臼杵町に設置され、本郡を管轄。
- 昭和25年（1950年）
  - 1月1日 - 川添村の所属郡が大分郡に変更。（4町12村）
  - 4月1日 - 臼杵町・海辺村が合併して臼杵市が発足し、郡より離脱。（3町11村）
- 昭和26年（1951年）4月1日 - 津久見町・日代村・四浦村・保戸島村が合併して津久見市が発足し、郡より離脱。（2町8村）
- 昭和29年（1954年）3月31日 - 佐志生村・下ノ江村・上北津留村・下北津留村・南津留村が臼杵市に編入。（2町3村）
- 昭和30年（1955年）1月1日 - 佐賀関町・神崎村・一尺屋村が合併し、改めて佐賀関町（3代目）が発足。（2町1村）
- 昭和38年（1963年）3月10日 - 坂ノ市町・大在村が大分市・鶴崎市および大分郡大分町・大南町と合併し、改めて大分市が発足し、郡より離脱。（1町）
- 平成17年（2005年）1月1日 - 佐賀関町が大分市に編入。同日北海部郡消滅。大分県内では1878年の郡の再編以来、初の郡消滅となった。

### 変遷表
| 旧 郡    | 明治初年           | 明治8年    | 明治22年 4月1日 町村制施行 | 明治22年 - 明治33年            | 明治34年 - 明治45年     | 大正元年 - 昭和19年              | 大正元年 - 昭和19年      | 昭和20年 - 昭和29年            | 昭和20年 - 昭和29年          | 昭和30年 - 昭和64年     | 平成元年 - 現在             | 現在     |
| -------- | ------------------ | ---------- | -------------------------- | ------------------------------ | ----------------------- | -------------------------------- | ------------------------ | ------------------------------ | ---------------------------- | ----------------------- | --------------------------- | -------- |
| 海 部 郡 | 町屋鋪村           | 臼杵町     | 臼杵町                     | 臼杵町                         | 明治40年7月1日 臼杵町   | 臼杵町                           | 臼杵町                   | 昭和25年4月1日 臼杵市          | 昭和25年4月1日 臼杵市        | 臼杵市                  | 臼杵市                      | 臼杵市   |
| 海 部 郡 | 仁王座村           | 仁王座村   | 臼杵町                     | 臼杵町                         | 明治40年7月1日 臼杵町   | 臼杵町                           | 臼杵町                   | 昭和25年4月1日 臼杵市          | 昭和25年4月1日 臼杵市        | 臼杵市                  | 臼杵市                      | 臼杵市   |
| 海 部 郡 | 原村（海添組）     | 仁王座村   | 臼杵町                     | 臼杵町                         | 明治40年7月1日 臼杵町   | 臼杵町                           | 臼杵町                   | 昭和25年4月1日 臼杵市          | 昭和25年4月1日 臼杵市        | 臼杵市                  | 臼杵市                      | 臼杵市   |
| 海 部 郡 | 海添村             | 海添村     | 臼杵町                     | 臼杵町                         | 明治40年7月1日 臼杵町   | 臼杵町                           | 臼杵町                   | 昭和25年4月1日 臼杵市          | 昭和25年4月1日 臼杵市        | 臼杵市                  | 臼杵市                      | 臼杵市   |
| 海 部 郡 | 内畑村             | 海添村     | 臼杵町                     | 臼杵町                         | 明治40年7月1日 臼杵町   | 臼杵町                           | 臼杵町                   | 昭和25年4月1日 臼杵市          | 昭和25年4月1日 臼杵市        | 臼杵市                  | 臼杵市                      | 臼杵市   |
| 海 部 郡 | 福良村             | 福良村     | 臼杵町                     | 臼杵町                         | 明治40年7月1日 臼杵町   | 臼杵町                           | 臼杵町                   | 昭和25年4月1日 臼杵市          | 昭和25年4月1日 臼杵市        | 臼杵市                  | 臼杵市                      | 臼杵市   |
| 海 部 郡 | 小河内村           | 福良村     | 臼杵町                     | 臼杵町                         | 明治40年7月1日 臼杵町   | 臼杵町                           | 臼杵町                   | 昭和25年4月1日 臼杵市          | 昭和25年4月1日 臼杵市        | 臼杵市                  | 臼杵市                      | 臼杵市   |
| 海 部 郡 | 大泊村             | 大泊村     | 上浦村                     | 上浦村                         | 明治40年7月1日 臼杵町   | 臼杵町                           | 臼杵町                   | 昭和25年4月1日 臼杵市          | 昭和25年4月1日 臼杵市        | 臼杵市                  | 臼杵市                      | 臼杵市   |
| 海 部 郡 | 風成村             | 風成村     | 上浦村                     | 上浦村                         | 明治40年7月1日 臼杵町   | 臼杵町                           | 臼杵町                   | 昭和25年4月1日 臼杵市          | 昭和25年4月1日 臼杵市        | 臼杵市                  | 臼杵市                      | 臼杵市   |
| 海 部 郡 | 深江村             | 深江村     | 上浦村                     | 上浦村                         | 明治40年7月1日 臼杵町   | 臼杵町                           | 臼杵町                   | 昭和25年4月1日 臼杵市          | 昭和25年4月1日 臼杵市        | 臼杵市                  | 臼杵市                      | 臼杵市   |
| 海 部 郡 | 坪江村             | 深江村     | 上浦村                     | 上浦村                         | 明治40年7月1日 臼杵町   | 臼杵町                           | 臼杵町                   | 昭和25年4月1日 臼杵市          | 昭和25年4月1日 臼杵市        | 臼杵市                  | 臼杵市                      | 臼杵市   |
| 海 部 郡 | 板知屋村           | 板知屋村   | 上浦村                     | 上浦村                         | 明治40年7月1日 臼杵町   | 臼杵町                           | 臼杵町                   | 昭和25年4月1日 臼杵市          | 昭和25年4月1日 臼杵市        | 臼杵市                  | 臼杵市                      | 臼杵市   |
| 海 部 郡 | 市浜村             | 市浜村     | 市浜村                     | 市浜村                         | 明治40年7月1日 臼杵町   | 臼杵町                           | 臼杵町                   | 昭和25年4月1日 臼杵市          | 昭和25年4月1日 臼杵市        | 臼杵市                  | 臼杵市                      | 臼杵市   |
| 海 部 郡 | 戸室村             | 戸室村     | 市浜村                     | 市浜村                         | 明治40年7月1日 臼杵町   | 臼杵町                           | 臼杵町                   | 昭和25年4月1日 臼杵市          | 昭和25年4月1日 臼杵市        | 臼杵市                  | 臼杵市                      | 臼杵市   |
| 海 部 郡 | 江無田村           | 江無田村   | 市浜村                     | 市浜村                         | 明治40年7月1日 臼杵町   | 臼杵町                           | 臼杵町                   | 昭和25年4月1日 臼杵市          | 昭和25年4月1日 臼杵市        | 臼杵市                  | 臼杵市                      | 臼杵市   |
| 海 部 郡 | 田篠村             | 江無田村   | 市浜村                     | 市浜村                         | 明治40年7月1日 臼杵町   | 臼杵町                           | 臼杵町                   | 昭和25年4月1日 臼杵市          | 昭和25年4月1日 臼杵市        | 臼杵市                  | 臼杵市                      | 臼杵市   |
| 海 部 郡 | 門前村（江無田組） | 前田村     | 下南津留村                 | 下南津留村                     | 明治40年7月1日 臼杵町   | 臼杵町                           | 臼杵町                   | 昭和25年4月1日 臼杵市          | 昭和25年4月1日 臼杵市        | 臼杵市                  | 臼杵市                      | 臼杵市   |
| 海 部 郡 | 荒田原村           | 前田村     | 下南津留村                 | 下南津留村                     | 明治40年7月1日 臼杵町   | 臼杵町                           | 臼杵町                   | 昭和25年4月1日 臼杵市          | 昭和25年4月1日 臼杵市        | 臼杵市                  | 臼杵市                      | 臼杵市   |
| 海 部 郡 | 馬代村             | 前田村     | 下南津留村                 | 下南津留村                     | 明治40年7月1日 臼杵町   | 臼杵町                           | 臼杵町                   | 昭和25年4月1日 臼杵市          | 昭和25年4月1日 臼杵市        | 臼杵市                  | 臼杵市                      | 臼杵市   |
| 海 部 郡 | 家野村             | 家野村     | 下南津留村                 | 下南津留村                     | 明治40年7月1日 臼杵町   | 臼杵町                           | 臼杵町                   | 昭和25年4月1日 臼杵市          | 昭和25年4月1日 臼杵市        | 臼杵市                  | 臼杵市                      | 臼杵市   |
| 海 部 郡 | 深田村             | 深田村     | 下南津留村                 | 下南津留村                     | 明治40年7月1日 臼杵町   | 臼杵町                           | 臼杵町                   | 昭和25年4月1日 臼杵市          | 昭和25年4月1日 臼杵市        | 臼杵市                  | 臼杵市                      | 臼杵市   |
| 海 部 郡 | 望月村             | 望月村     | 下南津留村                 | 下南津留村                     | 明治40年7月1日 臼杵町   | 臼杵町                           | 臼杵町                   | 昭和25年4月1日 臼杵市          | 昭和25年4月1日 臼杵市        | 臼杵市                  | 臼杵市                      | 臼杵市   |
| 海 部 郡 | 野村               | 野田村     | 下南津留村                 | 下南津留村                     | 明治40年7月1日 臼杵町   | 臼杵町                           | 臼杵町                   | 昭和25年4月1日 臼杵市          | 昭和25年4月1日 臼杵市        | 臼杵市                  | 臼杵市                      | 臼杵市   |
| 海 部 郡 | 田井迫村           | 野田村     | 下南津留村                 | 下南津留村                     | 明治40年7月1日 臼杵町   | 臼杵町                           | 臼杵町                   | 昭和25年4月1日 臼杵市          | 昭和25年4月1日 臼杵市        | 臼杵市                  | 臼杵市                      | 臼杵市   |
| 海 部 郡 | 大浜村             | 大浜村     | 海辺村                     | 海辺村                         | 海辺村                  | 海辺村                           | 海辺村                   | 昭和25年4月1日 臼杵市          | 昭和25年4月1日 臼杵市        | 臼杵市                  | 臼杵市                      | 臼杵市   |
| 海 部 郡 | 中津浦村           | 中津浦村   | 海辺村                     | 海辺村                         | 海辺村                  | 海辺村                           | 海辺村                   | 昭和25年4月1日 臼杵市          | 昭和25年4月1日 臼杵市        | 臼杵市                  | 臼杵市                      | 臼杵市   |
| 海 部 郡 | 硴江村             | 諏訪村     | 海辺村                     | 海辺村                         | 海辺村                  | 海辺村                           | 海辺村                   | 昭和25年4月1日 臼杵市          | 昭和25年4月1日 臼杵市        | 臼杵市                  | 臼杵市                      | 臼杵市   |
| 海 部 郡 | 芝尾村             | 諏訪村     | 海辺村                     | 海辺村                         | 海辺村                  | 海辺村                           | 海辺村                   | 昭和25年4月1日 臼杵市          | 昭和25年4月1日 臼杵市        | 臼杵市                  | 臼杵市                      | 臼杵市   |
| 海 部 郡 | 平岡村             | 諏訪村     | 海辺村                     | 海辺村                         | 海辺村                  | 海辺村                           | 海辺村                   | 昭和25年4月1日 臼杵市          | 昭和25年4月1日 臼杵市        | 臼杵市                  | 臼杵市                      | 臼杵市   |
| 海 部 郡 | 才倉村             | 中臼杵村   | 中臼杵村                   | 南津留村                       | 明治40年7月1日 南津留村 | 南津留村                         | 南津留村                 | 南津留村                       | 昭和29年3月31日 臼杵市に編入 | 臼杵市                  | 臼杵市                      | 臼杵市   |
| 海 部 郡 | 中野原村           | 中臼杵村   | 中臼杵村                   | 南津留村                       | 明治40年7月1日 南津留村 | 南津留村                         | 南津留村                 | 南津留村                       | 昭和29年3月31日 臼杵市に編入 | 臼杵市                  | 臼杵市                      | 臼杵市   |
| 海 部 郡 | 挾岡村             | 中臼杵村   | 中臼杵村                   | 南津留村                       | 明治40年7月1日 南津留村 | 南津留村                         | 南津留村                 | 南津留村                       | 昭和29年3月31日 臼杵市に編入 | 臼杵市                  | 臼杵市                      | 臼杵市   |
| 海 部 郡 | 半三村             | 中臼杵村   | 中臼杵村                   | 南津留村                       | 明治40年7月1日 南津留村 | 南津留村                         | 南津留村                 | 南津留村                       | 昭和29年3月31日 臼杵市に編入 | 臼杵市                  | 臼杵市                      | 臼杵市   |
| 海 部 郡 | 久木小野村         | 久木小野村 | 中臼杵村                   | 南津留村                       | 明治40年7月1日 南津留村 | 南津留村                         | 南津留村                 | 南津留村                       | 昭和29年3月31日 臼杵市に編入 | 臼杵市                  | 臼杵市                      | 臼杵市   |
| 海 部 郡 | 小切畑村           | 武山村     | 中臼杵村                   | 南津留村                       | 明治40年7月1日 南津留村 | 南津留村                         | 南津留村                 | 南津留村                       | 昭和29年3月31日 臼杵市に編入 | 臼杵市                  | 臼杵市                      | 臼杵市   |
| 海 部 郡 | 提内村             | 武山村     | 中臼杵村                   | 南津留村                       | 明治40年7月1日 南津留村 | 南津留村                         | 南津留村                 | 南津留村                       | 昭和29年3月31日 臼杵市に編入 | 臼杵市                  | 臼杵市                      | 臼杵市   |
| 海 部 郡 | 正願村             | 武山村     | 中臼杵村                   | 南津留村                       | 明治40年7月1日 南津留村 | 南津留村                         | 南津留村                 | 南津留村                       | 昭和29年3月31日 臼杵市に編入 | 臼杵市                  | 臼杵市                      | 臼杵市   |
| 海 部 郡 | 広原村             | 武山村     | 中臼杵村                   | 南津留村                       | 明治40年7月1日 南津留村 | 南津留村                         | 南津留村                 | 南津留村                       | 昭和29年3月31日 臼杵市に編入 | 臼杵市                  | 臼杵市                      | 臼杵市   |
| 海 部 郡 | 大工川村           | 武山村     | 中臼杵村                   | 南津留村                       | 明治40年7月1日 南津留村 | 南津留村                         | 南津留村                 | 南津留村                       | 昭和29年3月31日 臼杵市に編入 | 臼杵市                  | 臼杵市                      | 臼杵市   |
| 海 部 郡 | 上吉小野村         | 吉小野村   | 中臼杵村                   | 南津留村                       | 明治40年7月1日 南津留村 | 南津留村                         | 南津留村                 | 南津留村                       | 昭和29年3月31日 臼杵市に編入 | 臼杵市                  | 臼杵市                      | 臼杵市   |
| 海 部 郡 | 下吉小野村         | 吉小野村   | 中臼杵村                   | 南津留村                       | 明治40年7月1日 南津留村 | 南津留村                         | 南津留村                 | 南津留村                       | 昭和29年3月31日 臼杵市に編入 | 臼杵市                  | 臼杵市                      | 臼杵市   |
| 海 部 郡 | 井上村             | 吉小野村   | 中臼杵村                   | 南津留村                       | 明治40年7月1日 南津留村 | 南津留村                         | 南津留村                 | 南津留村                       | 昭和29年3月31日 臼杵市に編入 | 臼杵市                  | 臼杵市                      | 臼杵市   |
| 海 部 郡 | 岩屋川村           | 吉小野村   | 中臼杵村                   | 南津留村                       | 明治40年7月1日 南津留村 | 南津留村                         | 南津留村                 | 南津留村                       | 昭和29年3月31日 臼杵市に編入 | 臼杵市                  | 臼杵市                      | 臼杵市   |
| 海 部 郡 | 左津留村           | 左津留村   | 上南津留村                 | 上南津留村                     | 明治40年7月1日 南津留村 | 南津留村                         | 南津留村                 | 南津留村                       | 昭和29年3月31日 臼杵市に編入 | 臼杵市                  | 臼杵市                      | 臼杵市   |
| 海 部 郡 | 乙見村             | 乙見村     | 上南津留村                 | 上南津留村                     | 明治40年7月1日 南津留村 | 南津留村                         | 南津留村                 | 南津留村                       | 昭和29年3月31日 臼杵市に編入 | 臼杵市                  | 臼杵市                      | 臼杵市   |
| 海 部 郡 | 掻懐村             | 掻懐村     | 上南津留村                 | 上南津留村                     | 明治40年7月1日 南津留村 | 南津留村                         | 南津留村                 | 南津留村                       | 昭和29年3月31日 臼杵市に編入 | 臼杵市                  | 臼杵市                      | 臼杵市   |
| 海 部 郡 | 忠村               | 東神野村   | 上南津留村                 | 上南津留村                     | 明治40年7月1日 南津留村 | 南津留村                         | 南津留村                 | 南津留村                       | 昭和29年3月31日 臼杵市に編入 | 臼杵市                  | 臼杵市                      | 臼杵市   |
| 海 部 郡 | 宮本村             | 東神野村   | 上南津留村                 | 上南津留村                     | 明治40年7月1日 南津留村 | 南津留村                         | 南津留村                 | 南津留村                       | 昭和29年3月31日 臼杵市に編入 | 臼杵市                  | 臼杵市                      | 臼杵市   |
| 海 部 郡 | 河原内村           | 東神野村   | 上南津留村                 | 上南津留村                     | 明治40年7月1日 南津留村 | 南津留村                         | 南津留村                 | 南津留村                       | 昭和29年3月31日 臼杵市に編入 | 臼杵市                  | 臼杵市                      | 臼杵市   |
| 海 部 郡 | 高須村             | 高山村     | 上南津留村                 | 上南津留村                     | 明治40年7月1日 南津留村 | 南津留村                         | 南津留村                 | 南津留村                       | 昭和29年3月31日 臼杵市に編入 | 臼杵市                  | 臼杵市                      | 臼杵市   |
| 海 部 郡 | 山路村             | 高山村     | 上南津留村                 | 上南津留村                     | 明治40年7月1日 南津留村 | 南津留村                         | 南津留村                 | 南津留村                       | 昭和29年3月31日 臼杵市に編入 | 臼杵市                  | 臼杵市                      | 臼杵市   |
| 海 部 郡 | 上中尾村           | 中尾村     | 上南津留村                 | 上南津留村                     | 明治40年7月1日 南津留村 | 南津留村                         | 南津留村                 | 南津留村                       | 昭和29年3月31日 臼杵市に編入 | 臼杵市                  | 臼杵市                      | 臼杵市   |
| 海 部 郡 | 下中尾村           | 中尾村     | 上南津留村                 | 上南津留村                     | 明治40年7月1日 南津留村 | 南津留村                         | 南津留村                 | 南津留村                       | 昭和29年3月31日 臼杵市に編入 | 臼杵市                  | 臼杵市                      | 臼杵市   |
| 海 部 郡 | 上末広村           | 末広村     | 上北津留村                 | 上北津留村                     | 上北津留村              | 上北津留村                       | 上北津留村               | 上北津留村                     | 昭和29年3月31日 臼杵市に編入 | 臼杵市                  | 臼杵市                      | 臼杵市   |
| 海 部 郡 | 下末広村           | 末広村     | 上北津留村                 | 上北津留村                     | 上北津留村              | 上北津留村                       | 上北津留村               | 上北津留村                     | 昭和29年3月31日 臼杵市に編入 | 臼杵市                  | 臼杵市                      | 臼杵市   |
| 海 部 郡 | 松嶽村             | 嶽谷村     | 上北津留村                 | 上北津留村                     | 上北津留村              | 上北津留村                       | 上北津留村               | 上北津留村                     | 昭和29年3月31日 臼杵市に編入 | 臼杵市                  | 臼杵市                      | 臼杵市   |
| 海 部 郡 | 中川村             | 嶽谷村     | 上北津留村                 | 上北津留村                     | 上北津留村              | 上北津留村                       | 上北津留村               | 上北津留村                     | 昭和29年3月31日 臼杵市に編入 | 臼杵市                  | 臼杵市                      | 臼杵市   |
| 海 部 郡 | 通村               | 田尻村     | 上北津留村                 | 上北津留村                     | 上北津留村              | 上北津留村                       | 上北津留村               | 上北津留村                     | 昭和29年3月31日 臼杵市に編入 | 臼杵市                  | 臼杵市                      | 臼杵市   |
| 海 部 郡 | 松原村             | 田尻村     | 上北津留村                 | 上北津留村                     | 上北津留村              | 上北津留村                       | 上北津留村               | 上北津留村                     | 昭和29年3月31日 臼杵市に編入 | 臼杵市                  | 臼杵市                      | 臼杵市   |
| 海 部 郡 | 井村               | 井村       | 下北津留村                 | 下北津留村                     | 下北津留村              | 下北津留村                       | 下北津留村               | 下北津留村                     | 昭和29年3月31日 臼杵市に編入 | 臼杵市                  | 臼杵市                      | 臼杵市   |
| 海 部 郡 | 北川村             | 稲田村     | 下北津留村                 | 下北津留村                     | 下北津留村              | 下北津留村                       | 下北津留村               | 下北津留村                     | 昭和29年3月31日 臼杵市に編入 | 臼杵市                  | 臼杵市                      | 臼杵市   |
| 海 部 郡 | 田野口村           | 稲田村     | 下北津留村                 | 下北津留村                     | 下北津留村              | 下北津留村                       | 下北津留村               | 下北津留村                     | 昭和29年3月31日 臼杵市に編入 | 臼杵市                  | 臼杵市                      | 臼杵市   |
| 海 部 郡 | 三重野村           | 稲田村     | 下北津留村                 | 下北津留村                     | 下北津留村              | 下北津留村                       | 下北津留村               | 下北津留村                     | 昭和29年3月31日 臼杵市に編入 | 臼杵市                  | 臼杵市                      | 臼杵市   |
| 海 部 郡 | 阿部河内村         | 藤河内村   | 下北津留村                 | 下北津留村                     | 下北津留村              | 下北津留村                       | 下北津留村               | 下北津留村                     | 昭和29年3月31日 臼杵市に編入 | 臼杵市                  | 臼杵市                      | 臼杵市   |
| 海 部 郡 | 大坪村             | 藤河内村   | 下北津留村                 | 下北津留村                     | 下北津留村              | 下北津留村                       | 下北津留村               | 下北津留村                     | 昭和29年3月31日 臼杵市に編入 | 臼杵市                  | 臼杵市                      | 臼杵市   |
| 海 部 郡 | 小出村             | 藤河内村   | 下北津留村                 | 下北津留村                     | 下北津留村              | 下北津留村                       | 下北津留村               | 下北津留村                     | 昭和29年3月31日 臼杵市に編入 | 臼杵市                  | 臼杵市                      | 臼杵市   |
| 海 部 郡 | 田中村             | 藤河内村   | 下北津留村                 | 下北津留村                     | 下北津留村              | 下北津留村                       | 下北津留村               | 下北津留村                     | 昭和29年3月31日 臼杵市に編入 | 臼杵市                  | 臼杵市                      | 臼杵市   |
| 海 部 郡 | 徳尾村             | 藤河内村   | 下北津留村                 | 下北津留村                     | 下北津留村              | 下北津留村                       | 下北津留村               | 下北津留村                     | 昭和29年3月31日 臼杵市に編入 | 臼杵市                  | 臼杵市                      | 臼杵市   |
| 海 部 郡 | 畑村               | 藤河内村   | 下北津留村                 | 下北津留村                     | 下北津留村              | 下北津留村                       | 下北津留村               | 下北津留村                     | 昭和29年3月31日 臼杵市に編入 | 臼杵市                  | 臼杵市                      | 臼杵市   |
| 海 部 郡 | 平原村             | 藤河内村   | 下北津留村                 | 下北津留村                     | 下北津留村              | 下北津留村                       | 下北津留村               | 下北津留村                     | 昭和29年3月31日 臼杵市に編入 | 臼杵市                  | 臼杵市                      | 臼杵市   |
| 海 部 郡 | 山口村             | 藤河内村   | 下北津留村                 | 下北津留村                     | 下北津留村              | 下北津留村                       | 下北津留村               | 下北津留村                     | 昭和29年3月31日 臼杵市に編入 | 臼杵市                  | 臼杵市                      | 臼杵市   |
| 海 部 郡 | 佐志生村           | 佐志生村   | 佐志生村                   | 佐志生村                       | 佐志生村                | 佐志生村                         | 佐志生村                 | 佐志生村                       | 昭和29年3月31日 臼杵市に編入 | 臼杵市                  | 臼杵市                      | 臼杵市   |
| 海 部 郡 | 藤田村             | 佐志生村   | 佐志生村                   | 佐志生村                       | 佐志生村                | 佐志生村                         | 佐志生村                 | 佐志生村                       | 昭和29年3月31日 臼杵市に編入 | 臼杵市                  | 臼杵市                      | 臼杵市   |
| 海 部 郡 | 目明村             | 佐志生村   | 佐志生村                   | 佐志生村                       | 佐志生村                | 佐志生村                         | 佐志生村                 | 佐志生村                       | 昭和29年3月31日 臼杵市に編入 | 臼杵市                  | 臼杵市                      | 臼杵市   |
| 海 部 郡 | 下ノ江村           | 下ノ江村   | 下ノ江村                   | 下ノ江村                       | 下ノ江村                | 下ノ江村                         | 下ノ江村                 | 下ノ江村                       | 昭和29年3月31日 臼杵市に編入 | 臼杵市                  | 臼杵市                      | 臼杵市   |
| 海 部 郡 | 大野村             | 下ノ江村   | 下ノ江村                   | 下ノ江村                       | 下ノ江村                | 下ノ江村                         | 下ノ江村                 | 下ノ江村                       | 昭和29年3月31日 臼杵市に編入 | 臼杵市                  | 臼杵市                      | 臼杵市   |
| 海 部 郡 | 黒岩村             | 下ノ江村   | 下ノ江村                   | 下ノ江村                       | 下ノ江村                | 下ノ江村                         | 下ノ江村                 | 下ノ江村                       | 昭和29年3月31日 臼杵市に編入 | 臼杵市                  | 臼杵市                      | 臼杵市   |
| 海 部 郡 | 田井村             | 下ノ江村   | 下ノ江村                   | 下ノ江村                       | 下ノ江村                | 下ノ江村                         | 下ノ江村                 | 下ノ江村                       | 昭和29年3月31日 臼杵市に編入 | 臼杵市                  | 臼杵市                      | 臼杵市   |
| 海 部 郡 | 津久見村           | 津久見村   | 津組村                     | 津組村                         | 津組村                  | 大正10年1月1日 町制改称 津久見町 | 昭和8年4月1日 津久見町   | 昭和26年4月1日 津久見市        | 昭和26年4月1日 津久見市      | 津久見市                | 津久見市                    | 津久見市 |
| 海 部 郡 | 津久井浦           | 津久井浦   | 津組村                     | 津組村                         | 津組村                  | 大正10年1月1日 町制改称 津久見町 | 昭和8年4月1日 津久見町   | 昭和26年4月1日 津久見市        | 昭和26年4月1日 津久見市      | 津久見市                | 津久見市                    | 津久見市 |
| 海 部 郡 | 千怒村             | 千怒村     | 津組村                     | 津組村                         | 津組村                  | 大正10年1月1日 町制改称 津久見町 | 昭和8年4月1日 津久見町   | 昭和26年4月1日 津久見市        | 昭和26年4月1日 津久見市      | 津久見市                | 津久見市                    | 津久見市 |
| 海 部 郡 | 八戸村             | 八戸村     | 津組村                     | 津組村                         | 津組村                  | 大正10年1月1日 町制改称 津久見町 | 昭和8年4月1日 津久見町   | 昭和26年4月1日 津久見市        | 昭和26年4月1日 津久見市      | 津久見市                | 津久見市                    | 津久見市 |
| 海 部 郡 | 奥河内村           | 上青江村   | 青江村                     | 青江村                         | 青江村                  | 昭和3年4月1日 町制 青江町        | 昭和8年4月1日 津久見町   | 昭和26年4月1日 津久見市        | 昭和26年4月1日 津久見市      | 津久見市                | 津久見市                    | 津久見市 |
| 海 部 郡 | 鬼丸村             | 上青江村   | 青江村                     | 青江村                         | 青江村                  | 昭和3年4月1日 町制 青江町        | 昭和8年4月1日 津久見町   | 昭和26年4月1日 津久見市        | 昭和26年4月1日 津久見市      | 津久見市                | 津久見市                    | 津久見市 |
| 海 部 郡 | 道尾村             | 上青江村   | 青江村                     | 青江村                         | 青江村                  | 昭和3年4月1日 町制 青江町        | 昭和8年4月1日 津久見町   | 昭和26年4月1日 津久見市        | 昭和26年4月1日 津久見市      | 津久見市                | 津久見市                    | 津久見市 |
| 海 部 郡 | 赤木村             | 上青江村   | 青江村                     | 青江村                         | 青江村                  | 昭和3年4月1日 町制 青江町        | 昭和8年4月1日 津久見町   | 昭和26年4月1日 津久見市        | 昭和26年4月1日 津久見市      | 津久見市                | 津久見市                    | 津久見市 |
| 海 部 郡 | 葛畑村             | 上青江村   | 青江村                     | 青江村                         | 青江村                  | 昭和3年4月1日 町制 青江町        | 昭和8年4月1日 津久見町   | 昭和26年4月1日 津久見市        | 昭和26年4月1日 津久見市      | 津久見市                | 津久見市                    | 津久見市 |
| 海 部 郡 | 垣籠村             | 上青江村   | 青江村                     | 青江村                         | 青江村                  | 昭和3年4月1日 町制 青江町        | 昭和8年4月1日 津久見町   | 昭和26年4月1日 津久見市        | 昭和26年4月1日 津久見市      | 津久見市                | 津久見市                    | 津久見市 |
| 海 部 郡 | 蔵富村             | 上青江村   | 青江村                     | 青江村                         | 青江村                  | 昭和3年4月1日 町制 青江町        | 昭和8年4月1日 津久見町   | 昭和26年4月1日 津久見市        | 昭和26年4月1日 津久見市      | 津久見市                | 津久見市                    | 津久見市 |
| 海 部 郡 | 迫口村             | 上青江村   | 青江村                     | 青江村                         | 青江村                  | 昭和3年4月1日 町制 青江町        | 昭和8年4月1日 津久見町   | 昭和26年4月1日 津久見市        | 昭和26年4月1日 津久見市      | 津久見市                | 津久見市                    | 津久見市 |
| 海 部 郡 | 長野村             | 上青江村   | 青江村                     | 青江村                         | 青江村                  | 昭和3年4月1日 町制 青江町        | 昭和8年4月1日 津久見町   | 昭和26年4月1日 津久見市        | 昭和26年4月1日 津久見市      | 津久見市                | 津久見市                    | 津久見市 |
| 海 部 郡 | 原村（道尾組）     | 上青江村   | 青江村                     | 青江村                         | 青江村                  | 昭和3年4月1日 町制 青江町        | 昭和8年4月1日 津久見町   | 昭和26年4月1日 津久見市        | 昭和26年4月1日 津久見市      | 津久見市                | 津久見市                    | 津久見市 |
| 海 部 郡 | 平岩村             | 上青江村   | 青江村                     | 青江村                         | 青江村                  | 昭和3年4月1日 町制 青江町        | 昭和8年4月1日 津久見町   | 昭和26年4月1日 津久見市        | 昭和26年4月1日 津久見市      | 津久見市                | 津久見市                    | 津久見市 |
| 海 部 郡 | 松川村             | 上青江村   | 青江村                     | 青江村                         | 青江村                  | 昭和3年4月1日 町制 青江町        | 昭和8年4月1日 津久見町   | 昭和26年4月1日 津久見市        | 昭和26年4月1日 津久見市      | 津久見市                | 津久見市                    | 津久見市 |
| 海 部 郡 | 井無田村           | 下青江村   | 青江村                     | 青江村                         | 青江村                  | 昭和3年4月1日 町制 青江町        | 昭和8年4月1日 津久見町   | 昭和26年4月1日 津久見市        | 昭和26年4月1日 津久見市      | 津久見市                | 津久見市                    | 津久見市 |
| 海 部 郡 | 松崎村             | 下青江村   | 青江村                     | 青江村                         | 青江村                  | 昭和3年4月1日 町制 青江町        | 昭和8年4月1日 津久見町   | 昭和26年4月1日 津久見市        | 昭和26年4月1日 津久見市      | 津久見市                | 津久見市                    | 津久見市 |
| 海 部 郡 | 警固屋村           | 下青江村   | 青江村                     | 青江村                         | 青江村                  | 昭和3年4月1日 町制 青江町        | 昭和8年4月1日 津久見町   | 昭和26年4月1日 津久見市        | 昭和26年4月1日 津久見市      | 津久見市                | 津久見市                    | 津久見市 |
| 海 部 郡 | 岡村（道尾組）     | 下青江村   | 青江村                     | 青江村                         | 青江村                  | 昭和3年4月1日 町制 青江町        | 昭和8年4月1日 津久見町   | 昭和26年4月1日 津久見市        | 昭和26年4月1日 津久見市      | 津久見市                | 津久見市                    | 津久見市 |
| 海 部 郡 | 小園村             | 下青江村   | 青江村                     | 青江村                         | 青江村                  | 昭和3年4月1日 町制 青江町        | 昭和8年4月1日 津久見町   | 昭和26年4月1日 津久見市        | 昭和26年4月1日 津久見市      | 津久見市                | 津久見市                    | 津久見市 |
| 海 部 郡 | 志手村             | 下青江村   | 青江村                     | 青江村                         | 青江村                  | 昭和3年4月1日 町制 青江町        | 昭和8年4月1日 津久見町   | 昭和26年4月1日 津久見市        | 昭和26年4月1日 津久見市      | 津久見市                | 津久見市                    | 津久見市 |
| 海 部 郡 | 道籠村             | 下青江村   | 青江村                     | 青江村                         | 青江村                  | 昭和3年4月1日 町制 青江町        | 昭和8年4月1日 津久見町   | 昭和26年4月1日 津久見市        | 昭和26年4月1日 津久見市      | 津久見市                | 津久見市                    | 津久見市 |
| 海 部 郡 | 門前村（道尾組）   | 下青江村   | 青江村                     | 青江村                         | 青江村                  | 昭和3年4月1日 町制 青江町        | 昭和8年4月1日 津久見町   | 昭和26年4月1日 津久見市        | 昭和26年4月1日 津久見市      | 津久見市                | 津久見市                    | 津久見市 |
| 海 部 郡 | 堅浦村             | 堅浦村     | 下浦村                     | 下浦村                         | 下浦村                  | 下浦村                           | 昭和8年4月1日 津久見町   | 昭和26年4月1日 津久見市        | 昭和26年4月1日 津久見市      | 津久見市                | 津久見市                    | 津久見市 |
| 海 部 郡 | 徳浦村             | 徳浦村     | 下浦村                     | 下浦村                         | 下浦村                  | 下浦村                           | 昭和8年4月1日 津久見町   | 昭和26年4月1日 津久見市        | 昭和26年4月1日 津久見市      | 津久見市                | 津久見市                    | 津久見市 |
| 海 部 郡 | 長目村             | 長目村     | 下浦村                     | 下浦村                         | 下浦村                  | 下浦村                           | 昭和8年4月1日 津久見町   | 昭和26年4月1日 津久見市        | 昭和26年4月1日 津久見市      | 津久見市                | 津久見市                    | 津久見市 |
| 海 部 郡 | 浦代村             | 長目村     | 下浦村                     | 下浦村                         | 下浦村                  | 下浦村                           | 昭和8年4月1日 津久見町   | 昭和26年4月1日 津久見市        | 昭和26年4月1日 津久見市      | 津久見市                | 津久見市                    | 津久見市 |
| 海 部 郡 | 日見浦             | 日見浦     | 日代村                     | 日代村                         | 日代村                  | 日代村                           | 日代村                   | 昭和26年4月1日 津久見市        | 昭和26年4月1日 津久見市      | 津久見市                | 津久見市                    | 津久見市 |
| 海 部 郡 | 網代浦             | 網代浦     | 日代村                     | 日代村                         | 日代村                  | 日代村                           | 日代村                   | 昭和26年4月1日 津久見市        | 昭和26年4月1日 津久見市      | 津久見市                | 津久見市                    | 津久見市 |
| 海 部 郡 | 四浦               | 四浦       | 四浦村                     | 四浦村                         | 四浦村                  | 四保戸村                         | 四保戸村                 | 昭和26年4月1日 津久見市        | 昭和26年4月1日 津久見市      | 津久見市                | 津久見市                    | 津久見市 |
| 海 部 郡 | 保戸島             | 保戸島     | 四浦村                     | 明治25年10月28日 分立 保戸島村 | 保戸島村                | 保戸島村                         | 保戸島村                 | 昭和26年4月1日 津久見市        | 昭和26年4月1日 津久見市      | 津久見市                | 津久見市                    | 津久見市 |
| 海 部 郡 | 広内村             | 広内村     | 川添村                     | 川添村                         | 川添村                  | 川添村                           | 川添村                   | 昭和25年1月1日 所属変更 大分郡 | 昭和29年3月31日 鶴崎市       | 昭和38年3月10日 大分市  | 大分市                      | 大分市   |
| 海 部 郡 | 宮河内村           | 宮河内村   | 川添村                     | 川添村                         | 川添村                  | 川添村                           | 川添村                   | 昭和25年1月1日 所属変更 大分郡 | 昭和29年3月31日 鶴崎市       | 昭和38年3月10日 大分市  | 大分市                      | 大分市   |
| 大 分 郡 | 鶴村               | 種具村     | 川添村                     | 川添村                         | 川添村                  | 川添村                           | 川添村                   | 昭和25年1月1日 所属変更 大分郡 | 昭和29年3月31日 鶴崎市       | 昭和38年3月10日 大分市  | 大分市                      | 大分市   |
| 大 分 郡 | 中瀬村             | 種具村     | 川添村                     | 川添村                         | 川添村                  | 川添村                           | 川添村                   | 昭和25年1月1日 所属変更 大分郡 | 昭和29年3月31日 鶴崎市       | 昭和38年3月10日 大分市  | 大分市                      | 大分市   |
| 大 分 郡 | 百堂村             | 種具村     | 川添村                     | 川添村                         | 川添村                  | 川添村                           | 川添村                   | 昭和25年1月1日 所属変更 大分郡 | 昭和29年3月31日 鶴崎市       | 昭和38年3月10日 大分市  | 大分市                      | 大分市   |
| 大 分 郡 | 迫村               | 迫村       | 川添村                     | 川添村                         | 川添村                  | 川添村                           | 川添村                   | 昭和25年1月1日 所属変更 大分郡 | 昭和29年3月31日 鶴崎市       | 昭和38年3月10日 大分市  | 大分市                      | 大分市   |
| 大 分 郡 | 上志村             | 志村       | 西大在村                   | 西大在村                       | 明治40年6月1日 大在村   | 大在村                           | 大在村                   | 大在村                         | 大在村                       | 昭和38年3月10日 大分市  | 大分市                      | 大分市   |
| 大 分 郡 | 下志村             | 志村       | 西大在村                   | 西大在村                       | 明治40年6月1日 大在村   | 大在村                           | 大在村                   | 大在村                         | 大在村                       | 昭和38年3月10日 大分市  | 大分市                      | 大分市   |
| 海 部 郡 | 北村               | 北村       | 西大在村                   | 西大在村                       | 明治40年6月1日 大在村   | 大在村                           | 大在村                   | 大在村                         | 大在村                       | 昭和38年3月10日 大分市  | 大分市                      | 大分市   |
| 海 部 郡 | 角子原村           | 角子原村   | 西大在村                   | 西大在村                       | 明治40年6月1日 大在村   | 大在村                           | 大在村                   | 大在村                         | 大在村                       | 昭和38年3月10日 大分市  | 大分市                      | 大分市   |
| 海 部 郡 | 大西村             | 角子原村   | 西大在村                   | 西大在村                       | 明治40年6月1日 大在村   | 大在村                           | 大在村                   | 大在村                         | 大在村                       | 昭和38年3月10日 大分市  | 大分市                      | 大分市   |
| 海 部 郡 | 城原村             | 城原村     | 東大在村                   | 大在村                         | 明治40年6月1日 大在村   | 大在村                           | 大在村                   | 大在村                         | 大在村                       | 昭和38年3月10日 大分市  | 大分市                      | 大分市   |
| 海 部 郡 | 竹下村             | 竹下村     | 東大在村                   | 大在村                         | 明治40年6月1日 大在村   | 大在村                           | 大在村                   | 大在村                         | 大在村                       | 昭和38年3月10日 大分市  | 大分市                      | 大分市   |
| 海 部 郡 | 浜村               | 浜村       | 東大在村                   | 大在村                         | 明治40年6月1日 大在村   | 大在村                           | 大在村                   | 大在村                         | 大在村                       | 昭和38年3月10日 大分市  | 大分市                      | 大分市   |
| 海 部 郡 | 政所村             | 政所村     | 東大在村                   | 大在村                         | 明治40年6月1日 大在村   | 大在村                           | 大在村                   | 大在村                         | 大在村                       | 昭和38年3月10日 大分市  | 大分市                      | 大分市   |
| 海 部 郡 | 中村               | 政所村     | 東大在村                   | 大在村                         | 明治40年6月1日 大在村   | 大在村                           | 大在村                   | 大在村                         | 大在村                       | 昭和38年3月10日 大分市  | 大分市                      | 大分市   |
| 海 部 郡 | 菅迫村             | 政所村     | 東大在村                   | 大在村                         | 明治40年6月1日 大在村   | 大在村                           | 大在村                   | 大在村                         | 大在村                       | 昭和38年3月10日 大分市  | 大分市                      | 大分市   |
| 海 部 郡 | 横田村             | 横田村     | 東大在村                   | 大在村                         | 明治40年6月1日 大在村   | 大在村                           | 大在村                   | 大在村                         | 大在村                       | 昭和38年3月10日 大分市  | 大分市                      | 大分市   |
| 海 部 郡 | 八幡林村           | 横田村     | 東大在村                   | 大在村                         | 明治40年6月1日 大在村   | 大在村                           | 大在村                   | 大在村                         | 大在村                       | 昭和38年3月10日 大分市  | 大分市                      | 大分市   |
| 海 部 郡 | 細村               | 細村       | 佐加村                     | 明治25年10月28日 改称 佐賀村   | 明治40年7月1日 佐賀市村 | 大正9年1月1日 町制 坂ノ市町      | 昭和16年11月3日 坂ノ市町 | 坂ノ市町                       | 坂ノ市町                     | 昭和38年3月10日 大分市  | 大分市                      | 大分市   |
| 海 部 郡 | 東上野村           | 上野村     | 佐加村                     | 明治25年10月28日 改称 佐賀村   | 明治40年7月1日 佐賀市村 | 大正9年1月1日 町制 坂ノ市町      | 昭和16年11月3日 坂ノ市町 | 坂ノ市町                       | 坂ノ市町                     | 昭和38年3月10日 大分市  | 大分市                      | 大分市   |
| 海 部 郡 | 西上野村           | 上野村     | 佐加村                     | 明治25年10月28日 改称 佐賀村   | 明治40年7月1日 佐賀市村 | 大正9年1月1日 町制 坂ノ市町      | 昭和16年11月3日 坂ノ市町 | 坂ノ市町                       | 坂ノ市町                     | 昭和38年3月10日 大分市  | 大分市                      | 大分市   |
| 海 部 郡 | 東道尻村           | 上野村     | 佐加村                     | 明治25年10月28日 改称 佐賀村   | 明治40年7月1日 佐賀市村 | 大正9年1月1日 町制 坂ノ市町      | 昭和16年11月3日 坂ノ市町 | 坂ノ市町                       | 坂ノ市町                     | 昭和38年3月10日 大分市  | 大分市                      | 大分市   |
| 海 部 郡 | 西道尻村           | 上野村     | 佐加村                     | 明治25年10月28日 改称 佐賀村   | 明治40年7月1日 佐賀市村 | 大正9年1月1日 町制 坂ノ市町      | 昭和16年11月3日 坂ノ市町 | 坂ノ市町                       | 坂ノ市町                     | 昭和38年3月10日 大分市  | 大分市                      | 大分市   |
| 海 部 郡 | 久原村             | 久原村     | 佐加村                     | 明治25年10月28日 改称 佐賀村   | 明治40年7月1日 佐賀市村 | 大正9年1月1日 町制 坂ノ市町      | 昭和16年11月3日 坂ノ市町 | 坂ノ市町                       | 坂ノ市町                     | 昭和38年3月10日 大分市  | 大分市                      | 大分市   |
| 海 部 郡 | 市村               | 市村       | 市村                       | 市村                           | 明治40年7月1日 佐賀市村 | 大正9年1月1日 町制 坂ノ市町      | 昭和16年11月3日 坂ノ市町 | 坂ノ市町                       | 坂ノ市町                     | 昭和38年3月10日 大分市  | 大分市                      | 大分市   |
| 海 部 郡 | 蔵掛村             | 市村       | 市村                       | 市村                           | 明治40年7月1日 佐賀市村 | 大正9年1月1日 町制 坂ノ市町      | 昭和16年11月3日 坂ノ市町 | 坂ノ市町                       | 坂ノ市町                     | 昭和38年3月10日 大分市  | 大分市                      | 大分市   |
| 海 部 郡 | 木田村             | 木田村     | 市村                       | 市村                           | 明治40年7月1日 佐賀市村 | 大正9年1月1日 町制 坂ノ市町      | 昭和16年11月3日 坂ノ市町 | 坂ノ市町                       | 坂ノ市町                     | 昭和38年3月10日 大分市  | 大分市                      | 大分市   |
| 海 部 郡 | 由迫村             | 木田村     | 市村                       | 市村                           | 明治40年7月1日 佐賀市村 | 大正9年1月1日 町制 坂ノ市町      | 昭和16年11月3日 坂ノ市町 | 坂ノ市町                       | 坂ノ市町                     | 昭和38年3月10日 大分市  | 大分市                      | 大分市   |
| 海 部 郡 | 江子村             | 木田村     | 市村                       | 市村                           | 明治40年7月1日 佐賀市村 | 大正9年1月1日 町制 坂ノ市町      | 昭和16年11月3日 坂ノ市町 | 坂ノ市町                       | 坂ノ市町                     | 昭和38年3月10日 大分市  | 大分市                      | 大分市   |
| 海 部 郡 | 岡村（岡組）       | 丹生村     | 丹生村                     | 丹生村                         | 丹生村                  | 丹生村                           | 昭和16年11月3日 坂ノ市町 | 坂ノ市町                       | 坂ノ市町                     | 昭和38年3月10日 大分市  | 大分市                      | 大分市   |
| 海 部 郡 | 誓願寺村           | 丹生村     | 丹生村                     | 丹生村                         | 丹生村                  | 丹生村                           | 昭和16年11月3日 坂ノ市町 | 坂ノ市町                       | 坂ノ市町                     | 昭和38年3月10日 大分市  | 大分市                      | 大分市   |
| 海 部 郡 | 上久所村           | 上久所村   | 丹生村                     | 丹生村                         | 丹生村                  | 丹生村                           | 昭和16年11月3日 坂ノ市町 | 坂ノ市町                       | 坂ノ市町                     | 昭和38年3月10日 大分市  | 大分市                      | 大分市   |
| 海 部 郡 | 下久所村           | 下久所村   | 丹生村                     | 丹生村                         | 丹生村                  | 丹生村                           | 昭和16年11月3日 坂ノ市町 | 坂ノ市町                       | 坂ノ市町                     | 昭和38年3月10日 大分市  | 大分市                      | 大分市   |
| 海 部 郡 | 原村（丹生原組）   | 原村       | 丹生村                     | 丹生村                         | 丹生村                  | 丹生村                           | 昭和16年11月3日 坂ノ市町 | 坂ノ市町                       | 坂ノ市町                     | 昭和38年3月10日 大分市  | 大分市                      | 大分市   |
| 海 部 郡 | 久土村             | 久土村     | 丹生村                     | 丹生村                         | 丹生村                  | 丹生村                           | 昭和16年11月3日 坂ノ市町 | 坂ノ市町                       | 坂ノ市町                     | 昭和38年3月10日 大分市  | 大分市                      | 大分市   |
| 海 部 郡 | 一木村             | 一木村     | 丹生村                     | 丹生村                         | 丹生村                  | 丹生村                           | 昭和16年11月3日 坂ノ市町 | 坂ノ市町                       | 坂ノ市町                     | 昭和38年3月10日 大分市  | 大分市                      | 大分市   |
| 海 部 郡 | 屋山村             | 屋山村     | 小佐井村                   | 小佐井村                       | 小佐井村                | 小佐井村                         | 昭和16年11月3日 坂ノ市町 | 坂ノ市町                       | 坂ノ市町                     | 昭和38年3月10日 大分市  | 大分市                      | 大分市   |
| 海 部 郡 | 市尾村             | 市尾村     | 小佐井村                   | 小佐井村                       | 小佐井村                | 小佐井村                         | 昭和16年11月3日 坂ノ市町 | 坂ノ市町                       | 坂ノ市町                     | 昭和38年3月10日 大分市  | 大分市                      | 大分市   |
| 海 部 郡 | 里村               | 里村       | 小佐井村                   | 小佐井村                       | 小佐井村                | 小佐井村                         | 昭和16年11月3日 坂ノ市町 | 坂ノ市町                       | 坂ノ市町                     | 昭和38年3月10日 大分市  | 大分市                      | 大分市   |
| 海 部 郡 | 関村               | 関村       | 佐賀関町                   | 佐賀関町                       | 佐賀関町                | 佐賀関町                         | 佐賀関町                 | 佐賀関町                       | 佐賀関町                     | 昭和30年1月1日 佐賀関町 | 平成17年1月1日 大分市に編入 | 大分市   |
| 海 部 郡 | 古宮村             | 関村       | 佐賀関町                   | 佐賀関町                       | 佐賀関町                | 佐賀関町                         | 佐賀関町                 | 佐賀関町                       | 佐賀関町                     | 昭和30年1月1日 佐賀関町 | 平成17年1月1日 大分市に編入 | 大分市   |
| 海 部 郡 | 白木村             | 白木村     | 佐賀関町                   | 佐賀関町                       | 佐賀関町                | 佐賀関町                         | 佐賀関町                 | 佐賀関町                       | 佐賀関町                     | 昭和30年1月1日 佐賀関町 | 平成17年1月1日 大分市に編入 | 大分市   |
| 海 部 郡 | 一尺屋村           | 一尺屋村   | 一尺屋村                   | 一尺屋村                       | 一尺屋村                | 一尺屋村                         | 一尺屋村                 | 一尺屋村                       | 一尺屋村                     | 昭和30年1月1日 佐賀関町 | 平成17年1月1日 大分市に編入 | 大分市   |
| 海 部 郡 | 田浦村             | 一尺屋村   | 一尺屋村                   | 一尺屋村                       | 一尺屋村                | 一尺屋村                         | 一尺屋村                 | 一尺屋村                       | 一尺屋村                     | 昭和30年1月1日 佐賀関町 | 平成17年1月1日 大分市に編入 | 大分市   |
| 海 部 郡 | 神崎村             | 神崎村     | 神馬木村                   | 神馬木村                       | 明治40年7月1日 神崎村   | 神崎村                           | 神崎村                   | 神崎村                         | 神崎村                       | 昭和30年1月1日 佐賀関町 | 平成17年1月1日 大分市に編入 | 大分市   |
| 海 部 郡 | 河内村             | 神崎村     | 神馬木村                   | 神馬木村                       | 明治40年7月1日 神崎村   | 神崎村                           | 神崎村                   | 神崎村                         | 神崎村                       | 昭和30年1月1日 佐賀関町 | 平成17年1月1日 大分市に編入 | 大分市   |
| 海 部 郡 | 馬場村             | 馬場村     | 神馬木村                   | 神馬木村                       | 明治40年7月1日 神崎村   | 神崎村                           | 神崎村                   | 神崎村                         | 神崎村                       | 昭和30年1月1日 佐賀関町 | 平成17年1月1日 大分市に編入 | 大分市   |
| 海 部 郡 | 中山村             | 馬場村     | 神馬木村                   | 神馬木村                       | 明治40年7月1日 神崎村   | 神崎村                           | 神崎村                   | 神崎村                         | 神崎村                       | 昭和30年1月1日 佐賀関町 | 平成17年1月1日 大分市に編入 | 大分市   |
| 海 部 郡 | 東木佐上村         | 木佐上村   | 神馬木村                   | 神馬木村                       | 明治40年7月1日 神崎村   | 神崎村                           | 神崎村                   | 神崎村                         | 神崎村                       | 昭和30年1月1日 佐賀関町 | 平成17年1月1日 大分市に編入 | 大分市   |
| 海 部 郡 | 西木佐上村         | 木佐上村   | 神馬木村                   | 神馬木村                       | 明治40年7月1日 神崎村   | 神崎村                           | 神崎村                   | 神崎村                         | 神崎村                       | 昭和30年1月1日 佐賀関町 | 平成17年1月1日 大分市に編入 | 大分市   |
| 海 部 郡 | 東松迫村           | 木佐上村   | 神馬木村                   | 神馬木村                       | 明治40年7月1日 神崎村   | 神崎村                           | 神崎村                   | 神崎村                         | 神崎村                       | 昭和30年1月1日 佐賀関町 | 平成17年1月1日 大分市に編入 | 大分市   |
| 海 部 郡 | 西松迫村           | 木佐上村   | 神馬木村                   | 神馬木村                       | 明治40年7月1日 神崎村   | 神崎村                           | 神崎村                   | 神崎村                         | 神崎村                       | 昭和30年1月1日 佐賀関町 | 平成17年1月1日 大分市に編入 | 大分市   |
| 海 部 郡 | 大平村             | 大平村     | 大志生木村                 | 大志生木村                     | 明治40年7月1日 神崎村   | 神崎村                           | 神崎村                   | 神崎村                         | 神崎村                       | 昭和30年1月1日 佐賀関町 | 平成17年1月1日 大分市に編入 | 大分市   |
| 海 部 郡 | 大志生木村         | 志生木村   | 大志生木村                 | 大志生木村                     | 明治40年7月1日 神崎村   | 神崎村                           | 神崎村                   | 神崎村                         | 神崎村                       | 昭和30年1月1日 佐賀関町 | 平成17年1月1日 大分市に編入 | 大分市   |
| 海 部 郡 | 小志生木村         | 志生木村   | 大志生木村                 | 大志生木村                     | 明治40年7月1日 神崎村   | 神崎村                           | 神崎村                   | 神崎村                         | 神崎村                       | 昭和30年1月1日 佐賀関町 | 平成17年1月1日 大分市に編入 | 大分市   |
| 海 部 郡 | 辛幸谷村           | 志生木村   | 大志生木村                 | 大志生木村                     | 明治40年7月1日 神崎村   | 神崎村                           | 神崎村                   | 神崎村                         | 神崎村                       | 昭和30年1月1日 佐賀関町 | 平成17年1月1日 大分市に編入 | 大分市   |

## 行政
歴代郡長
| 代 | 氏名     | 就任年月日                | 退任年月日                | 備考                   |
| -- | -------- | ------------------------- | ------------------------- | ---------------------- |
| 1  | 箕浦又生 | 明治11年（1878年）11月1日 |                           |                        |
|    |          |                           | 大正15年（1926年）6月30日 | 郡役所廃止により、廃官 |